# Zamek Hedingham
Zamek Hedingham (ang. Hedingham Castle) – zamek położony w miejscowości Castle Hedingham w Essex, około 80 km na północny wschód od Londynu. Został zbudowany w połowie XII wieku przez Aubreya de Vere, lennika Wilhelma Zdobywcy dla uczczenia uzyskania tytułu earla. Dobrze zachowany donżon ma 4 kondygnacje zwieńczone dwoma wieżami.